# Jean-Marc Bacquin
Jean-Marc Bacquin (* 20. Februar 1964 in Bois-Colombes, Hauts-de-Seine) ist ein ehemaliger französischer Freestyle-Skier. Er war auf die Disziplin Aerials (Springen) spezialisiert. Jean-Marc Bacquin gewann zwei Bronzemedaillen bei Weltmeisterschaften sowie einmal die Disziplinenwertung und acht Einzelwettkämpfe im Weltcup.

## Biografie
Jean-Marc Bacquin stammt aus dem Pariser Vorort Bois-Colombes und war Mitglied im Skiclub von Le Sauze. In seiner Kindheit widmete er sich dem Trampolinturnen, kam später zufällig zum Wasserspringen und in weiterer Folge zum Freestyle-Skiing.
Aerials-Spezialist Bacquin gab sein Debüt im Freestyle-Skiing-Weltcup im Februar 1984 in Courchevel und wurde auf Anhieb Fünfter. Drei Wochen später gelang ihm in Ravascletto sein erster Podestplatz. Von da an gehörte er neben seinem gleichaltrigen Teamkollegen Didier Méda zur absoluten Weltspitze. Ein Jahr nach seinem Debüt feierte er in La Sauze den ersten von insgesamt acht Weltcupsiegen. Bei den ersten Weltmeisterschaften in Tignes gewann er hinter den Kanadiern Lloyd Langlois und Yves Laroche die Bronzemedaille und belegte im selben Winter Rang drei in der Disziplinenwertung. Die folgenden Großereignisse verliefen weniger erfolgreich: Sowohl bei den Olympischen Spielen von Calgary, wo Freestyle-Skiing erstmals mit Demonstrationswettbewerben vertreten war, als auch bei den Weltmeisterschaften am Oberjoch wurde er Fünfter.
Seine erfolgreichste Saison hatte Bacquin 1989/90. Mit zwei Siegen und vier weiteren Podestplätzen sicherte er sich den Gewinn der Disziplinenwertung. Bei den Weltmeisterschaften in Lake Placid und dem Demonstrationswettbewerb im Rahmen der Olympischen Spiele von Albertville blieb er mit den Plätzen fünf und vier jeweils knapp außerhalb der Medaillenränge, während er im Weltcup weitere Siege feiern konnte. Bei den Weltmeisterschaften in Altenmarkt-Zauchensee gewann er nach sieben Jahren erneut eine Bronzemedaille. Bei seinem letzten Großereignis, den Olympischen Spielen von Lillehammer, zog sich Bacquin während des zweiten Sprungs einen Bänderriss im rechten Knie zu. Nach ärztlicher Behandlung beendete er den Wettkampf dennoch und wurde Neunter. Unmittelbar danach erklärte er seinen Rücktritt vom aktiven Leistungssport.

## Erfolge

### Olympische Spiele
- Calgary 1988: 5. Aerials (Demonstrationswettbewerb)
- Albertville 1992: 4. Aerials (Demonstrationswettbewerb)
- Lillehammer 1994: 9. Aerials

### Weltmeisterschaften
- Tignes 1986: 3. Aerials
- Calgary 1988: 5. Aerials
- Oberjoch 1989: 4. Aerials
- Lake Placid 1991: 5. Aerials
- Altenmarkt-Zauchensee 1993: 3. Aerials

### Weltcupwertungen
| Saison  | Gesamt | Gesamt | Aerials | Aerials |
| Saison  | Platz  | Punkte | Platz   | Punkte  |
| ------- | ------ | ------ | ------- | ------- |
| 1984    | 27.    | 18     | 9.      | 109     |
| 1984/85 | 16.    | 22     | 5.      | 133     |
| 1985/86 | 16.    | 23     | 3.      | 137     |
| 1986/87 | 19.    | 21     | 5.      | 128     |
| 1987/88 | 20.    | 21     | 5.      | 147     |
| 1988/89 | 28.    | 18     | 8.      | 108     |
| 1989/90 | 8.     | 24     | 1.      | 145     |
| 1990/91 | 13.    | 22     | 3.      | 202     |
| 1991/92 | 11.    | 23     | 2.      | 186     |
| 1992/93 | 11.    | 85     | 5.      | 512     |
| 1993/94 | 30.    | 64     | 12.     | 516     |

### Weltcupsiege
Bacquin errang im Weltcup 28 Podestplätze, davon 8 Siege:
| Datum             | Ort                   | Land       | Disziplin |
| ----------------- | --------------------- | ---------- | --------- |
| 2. Februar 1985   | La Sauze              | Frankreich | Aerials   |
| 17. Dezember 1989 | La Plagne             | Frankreich | Aerials   |
| 11. Februar 1990  | Inawashiro            | Japan      | Aerials   |
| 7. Dezember 1991  | Tignes                | Frankreich | Aerials   |
| 1. März 1992      | Inawashiro            | Japan      | Aerials   |
| 14. März 1992     | Altenmarkt-Zauchensee | Österreich | Aerials   |
| 17. Januar 1993   | Breckenridge          | USA        | Aerials   |
| 22. Januar 1994   | Lake Placid           | USA        | Aerials   |

### Weitere Erfolge
- Europameister im Aerials 1987